# إيرنيستو دومينغو
إيرنيستو دومينغو هو مدرس فلبيني، ولد في 28 يونيو 1930 في مانيلا في الفلبين.